# Michael Rascher
Pour les articles homonymes, voir Rascher.
Michael Rascher, né le 26 juillet 1965 à Edmonton, est un rameur d'aviron canadien.

## Carrière
Michael Rascher participe aux Jeux olympiques de 1992 à Barcelone et remporte la médaille d'or avec le huit canadien composé de Andrew Crosby, Bruce Robertson, Michael Forgeron, Robert Marland, John Wallace, Terence Paul, Derek Porter et Darren Barber.